# Zaglyptus glaber
Zaglyptus glaber är en stekelart som beskrevs av Gupta 1961. Zaglyptus glaber ingår i släktet Zaglyptus och familjen brokparasitsteklar. Utöver nominatformen finns också underarten Z. g. singaporensis.